# Sergentomyia quatei
Sergentomyia quatei är en tvåvingeart som beskrevs av Lewis 1978. Sergentomyia quatei ingår i släktet Sergentomyia och familjen fjärilsmyggor. Inga underarter finns listade i Catalogue of Life.